# Tlahuelilpan
Tlahuelilpan es una localidad mexicana, cabecera del municipio de Tlahuelilpan en el estado de Hidalgo.

## Toponimia
Del náhuatl; Tlalli, Tierra, ahualilli, regar y pan, lugar: Lugar donde se riega la tierra.

## Historia

### Explosión en ducto de gasolina de Petróleos Mexicanos
El 18 de enero del 2019, una explosión que ocurrió entre las 18:56 horas y las 19:10 horas en una toma clandestina en un ducto de gasolina de Petróleos Mexicanos, en la carretera Teltipán de Juárez-Tlahuelilpan. El 22 de enero de 2019 el gobierno del estado Hidalgo informó que el número de 114 decesos, mientras que otras 48 personas heridas permanecen hospitalizadas.

## Geografía
Se encuentra en el Valle del Mezquital, le corresponden las coordenadas geográficas 20°7′50.258″ de latitud norte y 99°14′ 04.847'” de longitud oeste, con una altitud de 2043 m s. n. m. Cuenta con un clima semiseco templado; registra una temperatura media anual de alrededor de los 17 °C, su precipitación pluvial total asciende a los 675 milímetros por año, y el período de lluvias es mucho más marcado de junio a septiembre.
En cuanto a fisiografía, se encuentra dentro de la provincia de la Eje Neovolcánico dentro de la subprovincia de Llanuras y Sierras de Querétaro e Hidalgo; su terreno es de llanura. En lo que respecta a la hidrografía se encuentra posicionado en la región Panuco, dentro de la cuenca del río Moctezuma, en la subcuenca del río Salado.

## Demografía
De acuerdo con el Censo de Población y Vivienda 2020 del INEGI; la localidad tiene una población de 8657 habitantes, lo que representa el 14.12 % de la población municipal. De los cuales 4156 son hombres y 4501 son mujeres; con una relación de 92.34 hombres por 100 mujeres.
Las personas que hablan alguna lengua indígena, es de 50 personas, alrededor del 0.58 % de la población de la ciudad. En la ciudad hay 314 personas que se consideran afromexicanos o afrodescendientes, alrededor del 3.63 % de la población de la ciudad.
De acuerdo con datos del censo INEGI 2020, unas 7369 declaran practicar la religión católica; unas 632 personas declararon profesar una religión protestante o cristiano evangélico; 7 personas declararon otra religión; y unas 638 personas que declararon no tener religión o no estar adscritas en alguna.
| Gráfica de evolución demográfica de Tlahuelilpan entre 1900 y 2020                           |
|                                                                                              |
| Población de los censos y conteos del Instituto Nacional de Estadística y Geografía (INEGI). |